# Let Me Love You Like a Woman
«Let Me Love You Like a Woman» es una canción de la cantautora estadounidense Lana Del Rey. Fue publicada el 16 de octubre del 2020, como primer sencillo de su séptimo álbum de estudio Chemtrails over the Country Club. Al igual que en «Norman Fucking Rockwell», Del Rey trabajó en conjunto con Jack Antonoff, coescritor y productor de la canción.

## Recepción

### Comentarios de la crítica
Tras su lanzamiento, la canción recibió comentarios positivos de la crítica. Sin embargo, se le comparó con su anterior trabajo de estudio, Norman Fucking Rockwell! (2019), señalándola como melodía familiar y una extensión de su anterior álbum.
Sam Sodomsky, crítico de Pitchfork, señaló que la canción «no presagia una nueva dirección» en la carrera de Lana Del Rey. Advierte el modelo ya antes usado con Jack Antonoff, una canción que se le acompaña con un piano de mal humor y lamidos de guitarra apagados. No obstante, alabó su puente, destacándolo como la parte más álgida de la canción. Mikael Wood de Los Angeles Times, comentó que la balada tiene la misma vibra de ensueño y raíces que su último álbum, con tambores silenciosos y ondas de guitarra eléctrica apagada, acusándola de «hacer mucho menos para cambiar nuestra idea» de la cantante. A su criterio, la canción parece incardinar en los terrenos ya antes tocados por la artista, como la feminidad y la autonomía personal. Rhian Daly, de NME, consideró que el nuevo material encaja perfectamente en su anterior aclamado álbum, con suaves y característicos lamidos de guitarra que se inclinan sobre los acordes del piano y la batería cepillada. Le comparó con el reciente álbum de Taylor Swift, Folklore (2020), comentando una hermandad sonora entre ambos. Así mismo, comentó que si bien la canción describe líricamente sobre el recomienzo de una vida, no es congruente consigo misma, pues su producción, se despliega en los mismos caracteres de su sexto álbum de estudio.